# Wilfried Kindermann
Paul Wilfried Kindermann (ur. 4 września 1940 w Halle) – niemiecki lekarz, specjalista medycyny sportowej.
W młodości był lekkoatletą. Zdobył złoty medal podczas Mistrzostw Europy w Belgradzie (1962) w sztafecie 4 x 400 m (wraz z Johannesem Schmittem, Hansem-Joachimem Reske i Manfredem Kinderem), ustanawiając rekord Europy rezultatem 3:02,7 min.
Jest profesorem nauk medycznych, dyrektorem Instytutu Medycyny Sportowej na Uniwersytecie Saary w Saarbrücken. Był głównym lekarzem Mistrzostw Świata w Piłce Nożnej 2006. Jako lekarz towarzyszył sportowcom niemieckim na siedmiu igrzyskach olimpijskich.